# KNVB Beker 1958/59
De KNVB Beker van het seizoen 1958/59 was de 42ste editie van de Nederlandse voetbalcompetitie met als inzet de KNVB Beker. VVV uit Venlo won de beker door in de finale ADO uit Den Haag met 4–1 te verslaan. Vanwege het teleurstellende animo voor dit bekertoernooi werd door de KNVB besloten om het volgende seizoen geen bekertoernooi te organiseren. De 18–1 overwinning van NAC Breda op VV Dongen is nog altijd een record sinds het begin van het Nederlands betaald voetbal.

## Voorronde
| Datum             | Wedstrijd                    | Uitslag       | Scoreverloop |
| ----------------- | ---------------------------- | ------------- | --- |
| 28 september 1958 | N.E.C. – AGOVV               | 2 – 0 (1 – 0) | 20' Toon Mijling 1-0, 88' Toon Mijling 2-0                                                                                 |
| 28 september 1958 | ONA – VSV                    | 4 – 1 (0 – 1) | 20' Cor van der Hijden 0-1, 57' Hans Pietersen (e.d.) 1-1, 67' A. van Adrichem 2-1, 69' Ouweneel 3-1, 80' Van den Berg 4-1 |
| 28 september 1958 | SVV – DHC                    | 0 – 3 (0 – 1) | 33' Cor van Galen 0-1, 46' Jan van Miert 0-2, 80' Jan van Miert 0-3                                                        |
| 28 september 1958 | Zwolsche Boys – Rigtersbleek | 2 – 0 (0 – 0) | 65' Hennie van Nee 1-0, 81' Roelof Hofman 2-0                                                                              |

## Eerste ronde

### District west 1
| Datum            | Wedstrijd                   | Uitslag       | Scoreverloop |
| ---------------- | --------------------------- | ------------- | --- |
| 26 december 1958 | HVC – Baarn                 | 2 – 0 (1 – 0) | 37' Bennie Marcus 1-0, Wout Heinen 2-0 |
| 1 januari 1959   | Aalsmeer – De Volewijckers  | 0 – 8 (0 – 2) | Jan Draaijer 0-1, Piet Boogaard 0-2, Piet Boogaard 0-3, Jan Draaijer 0-4, Piet Boogaard 0-5, Jan Draaijer 0-6, Piet Boogaard 0-7, Jan Draaijer 0-8                                                        |
| 1 januari 1959   | Ajax – JOS                  | 8 – 3 (5 – 2) | 3' De Haan 0-1, Jan Seelen 1-1, Donald Feldmann 2-1, Sjaak Swart 3-1, Jan Seelen 4-1, Sjaak Swart 5-1, Van Geenen 5-2, Donald Feldmann 6-2, Jan Seelen 7-2, 70' Lefering 7-3, 85' Koen Brouwer (e.d.) 8-3 |
| 1 januari 1959   | Alkmaar '54 – BKC           | 3 – 0 (2 – 0) | 35' Nico Wagemaker 1-0, 44' Jan Kooge 2-0, 48' Piet Buis 3-0 |
| 1 januari 1959   | Blauw Wit – Watergraafsmeer | 0 – 1 n.v.    | 93' Eddie Drewes 0-1 |
| 1 januari 1959   | 't Gooi – EMM               | 0 – 2 (0 –1)  | Wolters 0-1, 70' Hassink 0-2 |
| 1 januari 1959   | Velsen – Hilversum          | 2 – 0 (2 – 0) | 20' Graman 1-0, Van Schagen 2-0 |
| 1 januari 1959   | WSV '30 – KFC               | 2 – 1 (2 – 0) | Jaap de Lange 1-0, Jaap de Lange 2-0, Martin Koeman 2-1 |
| 1 januari 1959   | Zeist – Celeritudo          | 1 – 2 (1 – 0) | 40' Bertus Sluyk 1-0, 72' Arnold Kassing 1-1, 80' Chris Oomen 1-2 |
| 15 april 1959    | ZFC – TYBB                  | 0 – 1 (0 – 1) | 21' Blom 0-1 |
| 19 april 1959    | DCG – DWS/A                 | 0 – 2 (0 – 1) | Arie de Oude 0-1, Theo van Doorneveld 0-2 |
| 30 april 1959    | Volendam – OSV              | 2 – 0 (? – 0) | Thijs (Kouwe) Bond 1-0, Bruin (Joep) Steur 2-0 |

### District west 2
| Datum          | Wedstrijd             | Uitslag                    | Scoreverloop |
| -------------- | --------------------- | -------------------------- | --- |
| 1 januari 1959 | Excelsior – COAL      | 5 – 1 (2 – 0)              | Ben Damen 1-0, Ben Damen 2-0, Ben Damen 3-0, Piet Slui 4-0, De Rooy 4-1, Piet Slui 5-1 |
| 1 januari 1959 | Flakkee – Xerxes      | 0 – 1 (0 – 0)              | John de Rot 0-1 |
| 1 januari 1959 | Hermes DVS – DCV      | 6 – 2 (3 – 1)              | 20' Rien de Vries 0-1, 24' Hans Eijkenbroek 1-1, 28' Kalkman (e.d.) 2-1, 32' Bep Weeda 3-1, 59' Frans Mijnsbergen 4-1, 72' Frans Mijnsbergen 5-1, 77' Van Twist 5-2, Wim van Zuijlekom 6-2                                    |
| 1 januari 1959 | Sparta – De Musschen  | 6 – 1 (4 – 1)              | Bep Zaal 1-0, 10' Joop Daniëls 2-0, 20' Nelis Bajema 2-1, 40' Joop van Linstee 3-1, 41' Joop van Linstee 4-1, Peet Geel 5-1, Tinus Bosselaar 6-1                                                                              |
| 1 januari 1959 | VEP – EDO             | 2 – 3 (1 – 1)              | 3' Jan Schalkwijk 1-0, 41' Hans Spiers 1-1, 48' Jaap Duivenvoorden 1-2, 80' Toon van Dijk 2-2, 81' Jaap Duivenvoorden 2-3 |
| 5 april 1959   | Wilhelmus – RCH       | 1 – 6 (1 – 3)              | 4' Chiel Jansen 1-0, 34' Louis Biesbrouck 1-1, Jan Zevenhoven 1-2, Doby Peters 1-3, Doby Peters 1-4, Doby Peters 1-5, Louis Biesbrouck 1-6                                                                                    |
| 18 april 1959  | Blauw Zwart – Haarlem | 1 – 10 (1 – 4)             | Piet Groeneveld 0-1, Aad Goedhart 0-2, Siem de Graaf 0-3, A. van Leeuwen 1-3, Otto Berendregt 1-4, Otto Berendregt 1-5, Otto Berendregt 1-6, Aad Goedhart 1-7, Otto Berendregt 1-8, Piet Groeneveld 1-9, Piet Groeneveld 1-10 |
| 18 april 1959  | DHC – DHL             | 2 – 3 n.v. (2 – 2) (2 – 0) | Willem van Buuren 1-0, Cor van Galen 2-0, Piet Nühn 2-1, Appelman 2-2, Piet Nühn 2-3 |
| 18 april 1959  | UVS – Moordrecht      | 3 – 1 (2 – 1)              | 7' Hennie Bekkering 1-0, 25' Smith 1-1, 40' Hennie Bekkering 2-1, 57' Jimmy Supusepa 3-1 |
| 19 april 1959  | ADO – GDA             | 2 – 1 (2 – 0)              | 10' Carol Schuurman 1-0, 17' Guus Haak 2-0, 52' Toon van Gaalen 2-1 |
| 19 april 1959  | DCL – SHS             | 0 – 3 (0 – 0)              | Eddy Moreels 0-1, Gerrit Beekhuizen 0-2, Jan Huntink 0-3 |
| 19 april 1959  | ONA – Gouda           | 0 – 0 n.v.                 | Gouda wint na strafschoppen |
| 30 april 1959  | Fortuna Vl – VDL      | 1 – 1 n.v. (1 – 1) (1 – 0) | Jan Bouman 1-0, 50' Gijzen 1-1 VDL wint na strafschoppen |

### District noord
| Datum            | Wedstrijd                   | Uitslag                    | Scoreverloop |
| ---------------- | --------------------------- | -------------------------- | --- |
| 28 december 1958 | Valthermond – Zwolsche Boys | 2 – 6 (2 – 4)              | 1' Leeuwinga 1-0, 2' Halmingh 2-0, 29' Rein van Veen 2-1, 31' Henk Overmars 2-2, 35' Hennie van Nee 2-3, 36' Henk Overmars 2-4, 82' Theo Heidenrijk 2-5, Wardenburg (e.d.) 2-6 |
| 1 januari 1959   | Jubbega – Oosterparkers     | 4 – 1 (3 – 1)              | 7' Henk Boersma 1-0, 15' Jac Waslander 2-0, 30' Griedus de Vries 3-0, 40' Abele de Vries (e.d.) 3-1, 80' Wietse Blaauw 4-1                                                     |
| 1 januari 1959   | Sneek – Leeuwarden          | 1 – 2 n.v. (1 – 1) (1 – 0) | 12' Bert Bouma 1-0, 63' Gerrit Tardy 1-1, André Roosenburg 1-2 |
| 1 januari 1959   | Stadskanaal – Velocitas     | 2 – 3 n.v. (2 – 2) (2 – 1) | Jurrie Smeltekop 0-1, Spierenburg (pen) 1-1, Kemper 2-1, Evert Drommel 2-2, Jurrie Smeltekop 2-3                                                                               |
| 1 januari 1959   | Zwartemeer – CEC            | 5 – 0 (2 – 0)              | 15' Jan Stevens 1-0, 40' Gerrit Pesman 2-0, Job Drent (pen) 3-0, Tonny Roosken 4-0, Tonny Roosken 5-0                                                                          |
| 8 februari 1959  | Neptunia – Veendam          | 2 – 1 n.v. (1 – 1) (1 – 1) | 20' Willy Wever 0-1, 40' Piet van Streun 1-1, 120' D. Kramer 2-1 |
| 8 april 1959     | GVAV – Muntendam            | 9 – 0 (3 – 0)              | Johnny de Grooth 1-0, Helmut Fottner 2-0, Sepp Seemann 3-0, Henk Meuken 4-0, Bé Kuiper 5-0, Sepp Seemann 6-0, Sepp Seemann 7-0, Henk Meuken (pen) 8-0, Siep Benninga 9-0       |
| 19 april 1959    | FVC – Heerenveen            | 0 – 5 (0 – 2)              | 11' Anne Piet Schaap 0-1, 32' Germ Hofma 0-2, 49' Germ Hofma 0-3, 50' Bart Hainje 0-4, 76' Piet Fleur 0-5                                                                      |

### District oost
| Datum            | Wedstrijd              | Uitslag       | Scoreverloop |
| ---------------- | ---------------------- | ------------- | --- |
| 26 december 1958 | Rheden – Heerde        | 1 – 0 (0 – 0) | 82' Piet Wijnolts 1-0 |
| 28 december 1958 | Be Quick Z – N.E.C.    | 0 – 5 (0 – 0) | Rein Bosch 0-1, Rein Bosch 0-2, Rein Bosch 0-3, Moises Bicentini 0-4, Teun Willemse 0-5 |
| 1 januari 1959   | Enschedese Boys – WVC  | 4 – 1 (3 – 0) | Pierre Kerkhoffs 1-0, Jan Verhoeven 2-0, Jan Verhoeven 3-0, Pierre Kerkhoffs 4-0, Johan Luikenhuis 4-1                                                                                         |
| 1 januari 1959   | Heracles – Nijverdal   | 4 – 1 (1 – 1) | 18' van der Weert 0-1, Herman Vrielink 1-1, 49' Steve Mokone 2-1, 75' Steve Mokone 3-1, Joop Schuman 4-1                                                                                       |
| 1 januari 1959   | Leones – Elinkwijk     | 1 – 8 (0 – 3) | 20' Michel Kruin 0-1, 35' Michel Kruin 0-2, Michel Kruin 0-3, 67' Reinier Kreijermaat (pen) 0-4, Michel Kruin 0-5, Ad van Norden 0-6, Jan de Jongh 0-7, Michel Kruin 0-8, Van Rossum (pen) 1-8 |
| 1 januari 1959   | PEC- SV Zwolle         | 4 – 1 (0 – 1) | 42' Wim Bleeker 0-1, 47' Leo Koopman 1-1, 56' Wim Gerritsen 2-1, 68' Gerrit van der Weerthof 3-1, 77' Leo Koopman 4-1                                                                          |
| 1 januari 1959   | Quick '20 – Oldenzaal  | 1 – 3 (0 – 1) | 35' Rien Ensing 0-1, 68' Herman Wienk 1-1, 75' Hennie Koopman 1-2, 77' Gerrit Kuiper 1-3 |
| 1 januari 1959   | Theole – DOS           | 0 – 4 (0 – 2) | 30' Cor Luiten 0-1, 35' Cor Luiten 0-2, 65' Martin Okhuijsen 0-3, 70' Tonny van der Linden 0-4                                                                                                 |
| 1 januari 1959   | Tubantia – Hengelo     | 2 – 4 (2 – 1) | Gerrit Lippinkhof 1-0, 35' Toon Jongman 1-1, 40' Gerrit Lippinkhof 2-1, 48' Joop Ensing 2-2, Joop Ensing 2-3, 75' Joop Ensing 2-4                                                              |
| 1 januari 1959   | Velox – Driel          | 8 – 1 (3 – 0) | 18' Dirk Uittenbosch 1-0, Wim Adelaar 2-0, Gijs Uittenbosch 3-0, J. de Wild (e.d.) 4-0, Peters 4-1, Ben Aarts 5-1, Rinus van Kooten (pen) 6-1, Co Alflen 7-1, Hennie van der Plaats 8-1        |
| 1 januari 1959   | Wageningen – SC Bemmel | 1 – 0 (1 – 0) | 30' Anton Lieftink 1-0 |

### District zuid 1
| Datum          | Wedstrijd                 | Uitslag                    | Scoreverloop |
| -------------- | ------------------------- | -------------------------- | --- |
| 1 januari 1959 | BVV – SV OSS '20          | 6 – 6 n.v. (6 – 6) (1 – 2) | 30' Mari van Bergen (pen) 1-0, Wim van Heeswijk 1-1, Fons Jansen (pen) 1-2, Johan Ruys 1-3, Mari van Bergen 2-3, Bart van Engelen 3-3, Bart van Engelen 4-3, Leo Verberne 4-4, Bart van Engelen 5-4, Bart van Engelen 6-4, Johan Ruys 6-5, 90' Leo Verberne 6-6 SV OSS '20 wint na strafschoppen |
| 1 januari 1959 | EBOH – Rood Wit W         | 9 – 2 (6 – 2)              | Hans de Vos 1-0, Kees de Jager 2-0, Kees de Jager 3-0, 18' Hans de Vos 4-0, Bertus Spoor 5-0, Wim van den Heuvel (pen) 6-0, de Bruin 6-1, de Bruin 6-2, Bertus Spoor (pen) 7-2, Henny Roelevink 8-2, Henny Roelevink 9-2 |
| 1 januari 1959 | Gemert – LONGA            | 6 – 3 (2 – 0)              | 8' Hans van Wetten 1-0, 35' Tonny Simons 2-0, 50' Tonny Simons 3-0, 51' Jan Paulissen 3-1, 60' Marie van Noye 3-2, 63' Nico Struycken 3-3, 75' Tonny Simons 4-3, 85' Hans van Wetten 5-3, 89' Gerrit van de Spek 6-3 |
| 1 januari 1959 | Hulst- DOSKO              | 4 – 0 (1 – 0)              | 30' Honoré Neefs 1-0, 75' Rob Moens 2-0, 77' Rob Moens 3-0, 78' Rob Moens 4-0 |
| 1 januari 1959 | NAC – Dongen              | 18 – 1 (6 – 1)             | 10' Theo Laseroms 1-0, 11' Kuppens 1-1, 16' Leo Canjels 2-1, 25' Cock Luyten 3-1, 30' Theo Laseroms 4-1, 35' Leo Canjels 5-1, 40' Hein van Gastel 6-1, 50' Leo Canjels 7-1, 54' Louis Overbeeke 8-1, 58' Leo Canjels 9-1, 62' Louis Overbeeke 10-1, 66' Leo Canjels 11-1, 70' Louis Overbeeke 12-1, 74' Leo Canjels 13-1, 78' Frans Bouwmeester 14-1, 82' Leo Canjels 15-1, 86' Frans Bouwmeester 16-1, 88' Johnny Geraeds 17-1, 90' Leo Canjels 18-1 |
| 1 januari 1959 | NOAD – VOAB               | 3 – 1 (1 – 1)              | 25' Jef Dirckx 1-0, 35' van Boxtel 1-1, 65' Gerrit Wilborts (pen) 2-1, Gerrit Wilborts 3-1 |
| 1 januari 1959 | RAC – D.F.C.              | 2 – 2 n.v. ( – )           | D.F.C. wint na strafschoppen |
| 1 januari 1959 | RBC – Cluzona             | 8 – 1 (5 – 0)              | RBC: Piet Bruijninckx 4x, Piet Vergouwen 2x, Kees Vermunt, Adri Roks. Cluzona: Kees Cools (e.d.) |
| 1 januari 1959 | RKDVC – Baronie           | 3 – 1 (1 – 0)              | 25' Gerard van de Velden 1-0, 60' Gerard van de Velden 2-0, Gerard de Munnik 3-0, 78' Ad Kop 3-1 |
| 1 januari 1959 | TOP – Willem II           | 2 – 1 (0 – 1)              | 30' Ad Smolders 0-1, 72' Piet Timmermans 1-1, 88' Piet Timmermans 2-1 |
| 1 januari 1959 | Valkenswaard – Wilhelmina | 0 – 1 n.v.                 | Leo van der Hoorn 0-1 |

### District zuid 2
| Datum           | Wedstrijd                  | Uitslag        | Scoreverloop |
| --------------- | -------------------------- | -------------- | --- |
| 1 januari 1959  | Helmondia '55 – Linne      | 6 – 2 (2 – 1)  | Helmondia '55: Vic Jetten 2x, Harrie Duda 2x, André Hofman, Henk van Berlo. Linne: onbekend 2x |
| 1 januari 1959  | Rapid JC – Hoensbroek      | 12 – 0 (8 – 0) | 10' Giel Haenen 1-0, 12' Giel Haenen 2-0, 15' Mat Loo 3-0, 20' Giel Haenen, 24' Mat Loo 5-0, 31' Jan Gösgens 6-0, 39' Jan Gösgens 7-0, 42' Hubert Hanneman 8-0, 48' Mat Loo 9-0, 57' Hubert Hanneman 10-0, 56' Hubert Hanneman 11-0, 72' Hub Bisschops 12-0 |
| 1 januari 1959  | Roda Sport – Voerendaal    | 3 – 1 (1 – 1)  | Gerard Hoenen 1-0, Gubbels 1-1, Jo Hoeppertz 2-1, Boeb Becholtz 3-1 |
| 1 januari 1959  | Sittardia – Waubachse Boys | 7 – 0 (4 – 0)  | 10' Antoine Gardier 1-0, 20' Ad van der Weij 2-0, 25' Antoine Gardier 3-0, 35' Zef Brüll 4-0, 78' Ad van der Weij 5-0, 85' Zef Brüll 6-0, 89' Ad van der Weij 7-0 |
| 1 januari 1959  | Tiglieja – VVV             | 2 – 14 (0 – 5) | 5' Karl-Heinz Spikofski 0-1, Willy Erkens 0-2, Hans Sleven 0-3, 30' Herman Teeuwen 0-3, 40' Hans Sleven 0-5, 47' Jan Schatorjé 0-6, 59' Karl-Heinz Spikofski 0-7, 62' Willy Erkens 0-8, 69' Jan Schatorjé 0-9, 73' Karl-Heinz Spikofski 0-10, 78' Jacques Dielen 1-10, 79' Karl-Heinz Spikofski 1-11, Herman Teeuwen 1-12, Herman Teeuwen 1-13, Jan Klaassens 1-14, 90' Leo Damen 2-14 |
| 1 januari 1959  | Wilhelmina '08 – Eindhoven | 3 – 1 (3 – 1)  | Jac Weekers 1-0, Willy Slaats 1-1, Jan Munnecom 2-1, Toon van den Akker 3-1 |
| 1 januari 1959  | Wittenhorst – De Valk      | 3 – 1 (2 – 1)  | Frans Derix 1-0, Jacques de Wit 1-1, Frans Derix 2-1, Jos Boots 3-1 |
| 18 januari 1959 | Fortuna '54 – Groene Ster  | 6 – 0 (3 – 0)  | Bram Appel 1-0, André Ravestijn (pen) 2-0, Bram Appel 3-0, André Ravestijn 4-0, Bram Appel 5-0, Cor van der Hart 6-0 |

## Tweede ronde
| Datum           | Wedstrijd                      | Uitslag                    | Scoreverloop |
| --------------- | ------------------------------ | -------------------------- | --- |
| 7 februari 1959 | Rapid JC – Roda Sport          | 1 – 0 (0 – 0)              | 48' Jan Gösgens 1-0 |
| 8 februari 1959 | Alkmaar '54 – WSV '30          | 3 – 1 (2 – 0)              | Bonnie Bult 1-0, 42' Jo Dingena 2-0, 68' Butter 2-1, Cor Blaauw 3-1 |
| 8 februari 1959 | Hulst – RBC                    | 4 – 3 (2 – 0)              | 13' Sam Jansen 1-0, 35' Rob Moens 2-0, 48' Rob Moens 3-0, 52' Kees Vermunt 3-1, 57' Kees Vermunt 3-2, Rob Moens 4-2, Henk de Gucht (e.d.) 4-3                           |
| 15 maart 1959   | SV OSS '20 – Velox             | 2 – 1 n.v. (1 – 1) (1 – 0) | 30' Willem van Arnhem 0-1, 85' Fons Jansen 1-1, 120' Johan Ruys 2-1 |
| 22 maart 1959   | N.E.C. – TOP                   | 3 – 3 n.v. (3 – 3) (1 – 2) | Vos 0-1, 15' Piet Timmermans 0-2, 22' Rein Bosch 1-2, 51' Rein Bosch 2-2, 66' Piet Timmermans 2-3, Leo Kuhnen (pen) 3-3 N.E.C. wint na strafschoppen                    |
| 30 maart 1959   | Hengelo – Oldenzaal            | 2 – 0 (2 – 0)              | 15' Schutten 1-0, 30' Toon Jongman 2-0 |
| 18 april 1959   | Elinkwijk – Zwolsche Boys      | 1 – 0 (1 – 0)              | 17' Jan de Jongh 1-0 |
| 18 april 1959   | NOAD – Gemert                  | 2 – 0 (0 – 0)              | 54' Jan de Jong 1-0, 89' Herman Damen 2-0 |
| 18 april 1959   | PEC – DOS                      | 0 – 1 (0 – 0)              | 85' Huub van der Heyden 0-1 |
| 18 april 1959   | Velsen – EDO                   | 1 – 2 n.v. (1 – 1) (0 – 0) | Wilms Floet 1-0, Nijman 1-1, Nijman 1-2 |
| 18 april 1959   | VVV – Wittenhorst              | 6 – 1 (2 – 1)              | 7' Jan Schatorjé 1-0, 20' Jan Schatorjé 2-0, 44' A. Fuchs 2-1, 52' Hans Sleven 3-1, 60' Karl-Heinz Spikofski 4-1, 70' Hans Sleven (pen) 5-1, 80' Jan Schatorjé 6-1      |
| 19 april 1959   | Ajax – Watergraafsmeer         | 2 – 1 (1 – 0)              | Sjaak Swart 1-0, Johan Engelsma 2-0, Hibbel 2-1 |
| 22 april 1959   | Velocitas – Zwartemeer         | 3 – 5 (0 – 1)              | Gerard Lippold 0-1, Hans Kalter 0-2, Katrinus van der Werf 0-3, Tonny Roosken 0-4, Evert Drommel 1-4, Evert Drommel (pen) 2-4, Groenewoud (e.d.) 2-5, Evert Drommel 3-5 |
| 30 april 1959   | D.F.C. – UVS                   | 1 – 2 (0 – 1)              | 15' Coen Rijshouwer 0-1, 48' Piet Punt 1-1, 50' Hennie Bekkering 1-2 |
| 30 april 1959   | DHL – ADO                      | 0 – 7 (0 – 3)              | 10' Mick Clavan 0-1, 15' Wim Waasdorp 0-2, 43' Jan Verhoek 0-3, 50' Theo Timmermans (pen) 0-4, 55' Wim Waasdorp 0-5, 60' Lex Rijnvis 0-6, Guus Haak 0-7                 |
| 30 april 1959   | Fortuna '54 – Sittardia        | 4 – 3 (3 – 2)              | 15' Peter Benen 1-0, 17' Bob Jongen 2-0, Jean Munsters (pen) 3-0, 40' Johan Adang 3-1, 41' Johan Adang 3-2, Bob Jongen 4-2, Gerard (Sjeer) Gruisen 4-3                  |
| 30 april 1959   | Haarlem – RCH                  | 2 – 1 (1 – 1)              | Piet Henke 0-1, Piet Groeneveld 1-1, 85' Aad Goedhart 2-1 |
| 30 april 1959   | Heerenveen – Jubbega           | 1 – 0 (0 – 0)              | 80' Piet Fleur 1-0 |
| 30 april 1959   | Helmondia '55 – Wilhelmina '08 | 2 – 0 (1 – 0)              | Vic Jetten 1-0, André Hofman 2-0 |
| 30 april 1959   | Heracles – Enschedese Boys     | 0 – 2 (0 – 2)              | 9' Jan Verhoeven 0-1, 27' Pierre Kerkhoffs 0-2 |
| 30 april 1959   | HVC – EMM                      | 7 – 0 (2 – 0)              | 35' Henk Wesseling 1-0, Wout Heinen 2-0, 54' Bennie Marcus 3-0, ? (e.d.) 4-0, Bennie Marcus 5-0, Bennie Marcus 6-0, Joop Brand 7-0                                      |
| 30 april 1959   | Leeuwarden – Be Quick          | 4 – 2 (1 – 0)              | 10' Jaap van Oosten 1-0, 53' Fré Mensinga 1-1, 80' Karel van Dijk 2-1, Jaap van Oosten 3-1, 83' Karel van Dijk 4-1, Ap Hansems 4-2                                      |
| 30 april 1959   | NAC – EBOH                     | 6 – 0 (1 – 0)              | 5' Leo Canjels (pen) 1-0, 48' Leo Canjels 2-0, 54' Hein van Gastel 3-0, 65' Leo Canjels (pen) 4-0, 68' Leo Canjels 5-0, 72' Frans Bouwmeester 6-0                       |
| 30 april 1959   | Neptunia – GVAV                | 0 – 1 (0 – 1)              | 35' Piet de Koe 0-1 |
| 30 april 1959   | Rheden – Wageningen            | 3 – 2 n.v. (2 – 2) (2 – 1) | 15' Van Eijk 0-1, 30' Ben Zweers 1-1, 35' Piet Wijnolts 2-1, 67' Charley van de Weerd 2-2, 117' Henk Zinnemers 3-2                                                      |
| 30 april 1959   | SHS – Xerxes                   | 3 – 1 (1 – 0)              | 30' Piet Dekker 1-0, 63' Ben Terlaak 1-1, 75' Eddy Moreels 2-1, 85' Gerrit Beekhuizen 3-1                                                                               |
| 30 april 1959   | Sparta – Excelsior             | 1 – 0 n.v.                 | 91' Joop Daniëls 1-0 |
| 30 april 1959   | De Volewijckers – DWS/A        | 2 – 1 (1 – 0)              | 8' Wout Schaft 1-0, 70' Arie de Oude 1-1, 90' Hassie van Wijk 2-1 |
| 30 april 1959   | Wilhelmina – RKDVC             | 4 – 0 (2 – 0)              | 12' Theo Borsten 1-0, 32' Wim van der Plas 2-0, 56' Jan Wierickx (pen) 3-0, 74' Wim van der Plas 4-0                                                                    |
| 7 mei 1959      | Gouda – Celeritudo             | 1 – 2 n.v. (1 – 1) (1 – 0) | 30' Piet Frederiks 1-0, 66' Arie de Vries (e.d.) 1-1, 94' Theo Kraan 1-2                                                                                                |
| 7 mei 1959      | VDL – Hermes DVS               | 1 – 2 (0 – 1)              | 30' Cock van der Tuijn 0-1, 46' Cock van der Tuijn 0-2, 81' Kap 1-2 |
| 16 mei 1959     | Volendam – TYBB                | 3 – 0 (3 – 0)              | 6' Dick Tol 1-0, 17' Dick Tol 2-0, 44' Jaap (Jut) Smit 3-0 |

## Derde ronde
| Datum       | Wedstrijd                 | Uitslag                    | Scoreverloop |
| ----------- | ------------------------- | -------------------------- | --- |
| 9 mei 1959  | ADO – EDO                 | 3 – 2 (2 – 2)              | 20' Lex Rijnvis 1-0, 23' Lex Rijnvis 2-0, 30' Henk Belfroid 2-1, 32' Jaap Duivenvoorden 2-2, 80' Lex Rijnvis (pen) 3-2 |
| 9 mei 1959  | Heerenveen – Leeuwarden   | 1 – 0 (1 – 0)              | 27' Jack Oosten 1-0 |
| 10 mei 1959 | Ajax – De Volewijckers    | 3 – 0 (1 – 0)              | 25' Sjaak Swart (pen) 1-0, 60' Jan Seelen 2-0, 88' Donald Feldmann 3-0 |
| 10 mei 1959 | Enschedese Boys – Hengelo | 1 – 0 (0 – 0)              | 75' Gerrit Nijsink 1-0 |
| 10 mei 1959 | Haarlem – SHS             | 2 – 3 n.v. (2 – 2) (1 – 2) | Jan van Geen 0-1, 38' Piet Groeneveld 1-1, Wim Zwarts 1-2, Paul Degenaar 2-2, 100' Eddy Moreels 2-3 |
| 10 mei 1959 | HVC – Alkmaar '54         | 6 – 0 (0 – 0)              | 49' Wout Heinen 1-0, 68' Wout Heinen 2-0, 70' Jan Nederhand 3-0, Wout Heinen 4-0, 86' Ries van Maarschalkerweerd 5-0, 87' Bennie Marcus 6-0                                                                               |
| 10 mei 1959 | NAC – Hulst               | 8 – 1 (1 – 1)              | 12' Johnny Geraeds 1-0, 30' Sam Jansen 1-1, 48' Theo Laseroms 2-1, 51' Louis Overbeeke 3-1, 57' Louis Overbeeke 4-1, 60' Theo Laseroms 5-1, 70' Frans Bouwmeester 6-1, 85' Frans Bouwmeester 7-1, 88' Louis Overbeeke 8-1 |
| 10 mei 1959 | NOAD – Hermes DVS         | 1 – 0 n.v.                 | 109' Frits Louer (pen) 1-0 |
| 10 mei 1959 | Rapid JC – Helmondia '55  | 4 – 1 (2 – 0)              | 14' Jan Gösgens 1-0, 38' Mat Loo 2-0, 61' André Hofman 2-1, 65' Wiel Smeets (pen) 3-1, 71' Mat Loo 4-1 |
| 10 mei 1959 | Rheden – Elinkwijk        | 1 – 2 n.v. (1 – 1) (1 – 1) | 30' Piet Wijnolts 1-0, Eef Westers 1-1, 96' Michel Kruin 1-2 |
| 10 mei 1959 | VVV – SV OSS '20          | 3 – 0 (3 – 0)              | 23' Jan Schatorjé 1-0, 29' Frans de Bruin 2-0, 35' Herman Teeuwen 3-0 |
| 10 mei 1959 | Zwartemeer – GVAV         | 1 – 0 (0 – 0)              | 85' Hans Kalter 1-0 |
| 16 mei 1959 | Sparta – Celeritudo       | 6 – 0 (2 – 0)              | Wim van der Gijp 1-0, Wim van der Gijp 2-0, Joop Daniëls 3-0, Joop Daniëls 4-0, Joop Daniëls 5-0, Joop van Linstee 6-0 |
| 20 mei 1959 | Wilhelmina – Fortuna '54  | 2 – 5 (2 – 2)              | 15' Bob Jongen 0-1, 20' Wim van der Plas 1-1, 21' Henk Angenent 1-2, 44' Theo Borsten 2-2, Henk Angenent 2-3, 77' Peter Benen 2-4, 85' Peter Benen 2-5                                                                    |
| 21 mei 1959 | N.E.C. – DOS              | 0 – 0 n.v.                 | N.E.C. wint na strafschoppen |
| 21 mei 1959 | UVS – Volendam            | 1 – 2 (1 – 1)              | 26' Henk (Spijker) Jonk 0-1, 40' Hennie Bekkering 1-1, 57' Dick Tol 1-2 |

## Vierde ronde
| Datum       | Wedstrijd             | Uitslag                    | Scoreverloop |
| ----------- | --------------------- | -------------------------- | --- |
| 26 mei 1959 | ADO – Elinkwijk       | 2 – 1 (0 – 1)              | 25' Henny van Egdom 0-1, 70' Roel Timmer 1-1, 85' Roel Timmer 2-1 |
| 27 mei 1959 | N.E.C. – Zwartemeer   | 1 – 2 n.v. (1 – 1) (1 – 0) | 40' Moises Bicentini 1-0, 83' Tonny Roosken 1-1, 117' Hans Kalter 1-2 |
| 28 mei 1959 | NAC – Fortuna '54     | 2 – 2 n.v. (2 – 2) (0 – 0) | 48' Leo Canjels 1-0, 75' Leo Canjels 2-0, 80' Henk Angenent 2-1, 90' Jan van Hoogenhuizen (e.d.) 2-2 NAC wint na strafschoppen                                                                                        |
| 28 mei 1959 | NOAD – Rapid JC       | 2 – 5 (0 – 0)              | Gerrit Wilborts 1-0, Jan Meijer 2-0, Giel Haenen 2-1, Giel Haenen 2-2, 80' Hubert Hanneman 2-3, Huub Janssen 2-4, Jan Gösgens 2-5                                                                                     |
| 28 mei 1959 | SHS – Ajax            | 1 – 2 (0 – 0)              | 49' Jan Seelen 0-1, 62' Piet van der Kuil (pen) 0-2, 85' Arie de Wit (pen) 1-2 |
| 28 mei 1959 | Sparta – Volendam     | 7 – 3 (3 – 3)              | 7' Dick Tol 0-1, 10' Wim van der Gijp 1-1, Tinus Bosselaar 2-1, 20' Joop Daniëls 3-1, 28' Jaap (Jut) Smit 3-2, 32' Dick Tol 3-3, 55' Tonny van Ede 4-3, 60' Piet de Vries 5-3, Wim van der Gijp 6-3, Joop Daniëls 7-3 |
| 28 mei 1959 | VVV – Enschedese Boys | 7 – 1 (3 – 0)              | 31' Herman Teeuwen 1-0, 33' Herman Teeuwen 2-0, 36' Herman Teeuwen 3-0, 46' Pierre Kerkhoffs 3-1, 51' Hans Sleven 4-1, 65' Jan Klaassens 5-1, 77' Herman Teeuwen 6-1, 80' Jan Klaassens 7-1                           |
| 30 mei 1959 | Heerenveen – HVC      | 1 – 4 (0 – 3)              | 4' Jan Nederhand 0-1, 11' Henk Wesseling 0-2, 43' Wout Heinen 0-3, 53' Sicco Kuiper 1-3, 70' Henk Wesseling 1-4 |

## Kwartfinales
| Datum       | Wedstrijd        | Uitslag       | Scoreverloop |
| ----------- | ---------------- | ------------- | --- |
| 4 juni 1959 | Rapid JC – NAC   | 2 – 0 (1 – 0) | 38' Hubert Hanneman 1-0, 50' Giel Haenen 2-0                                                                                      |
| 4 juni 1959 | Sparta – Ajax    | 3 – 0 (1 – 0) | 36' Tonny van Ede 1-0, 56' Tonny van Ede 2-0, 88' Piet de Vries 3-0                                                               |
| 6 juni 1959 | HVC – ADO        | 1 – 4 (0 – 1) | 12' Henny den Engelse 0-1, 56' Lex Rijnvis 0-2, 58' Lex Rijnvis 0-3, 68' Bertus van de Biezenbos (e.d.) 0-4, Bennie Marcus 1-4    |
| 6 juni 1959 | VVV – Zwartemeer | 5 – 1 (2 – 0) | 15' Hans Sleven 1-0, 40' Hans Sleven 2-0, 55' Jan Schatorjé 3-0, 75' Job Drent 3-1, 88' Herman Teeuwen 4-1, 90' Jan Schatorjé 5-1 |

## Halve finales
| Datum                       | Wedstrijd      | Uitslag                    | Scoreverloop                                                     |
| --------------------------- | -------------- | -------------------------- | ---------------------------------------------------------------- |
| 10 juni 1959                | ADO – Sparta   | 2 – 1 n.v. (1 – 1) (1 – 1) | 21' Roel Timmer 1-0, 25' Piet de Vries 1-1, 116' Lex Rijnvis 2-1 |
| 10 juni 1959 terrein N.E.C. | VVV – Rapid JC | 1 – 0 (0 – 0)              | 57' Herman Teeuwen 1-0                                           |

## Finale
|                                |                                                                        |               |                           |                                                                              |
| 17 juni 1959 Finale KNVB Beker | VVV                                                                    | 4 – 1 (2 – 1) | ADO                       | Zuiderparkstadion, Den Haag Toeschouwers: 24.000 Scheidsrechter: Piet Roomer |
| 17 juni 1959 Finale KNVB Beker | Herman Teeuwen 23' Hans Sleven 32' Jan Klaassens 56' Jan Schatorjé 70' |               | 7' 42' (pen.) Roel Timmer | Zuiderparkstadion, Den Haag Toeschouwers: 24.000 Scheidsrechter: Piet Roomer |

| VVV           |  |                      |
|               |  |                      |
| DM            |  | Frans Swinkels       |
|               |  | Hay Lamberts         |
|               |  | Harrie Steegh        |
|               |  | Gijs Nass            |
|               |  | Ton van den Hurk     |
|               |  | Jan Klaassens        |
|               |  | Karl-Heinz Spikofski |
|               |  | Herman Teeuwen       |
|               |  | Hans Sleven          |
|               |  | Willy Erkens         |
|               |  | Jan Schatorjé        |
| Wisselspeler: |  |                      |
|               |  | Frans de Bruin       |
|               |  | Piet Gubbels         |
|               |  | Jozef Theuws         |
| Trainer:      |  |                      |
| Willy Kment   |  |                      |

| ADO        |  |                   |
|            |  |                   |
| DM         |  | Piet Oostrum      |
|            |  | Huub Scherpenisse |
|            |  | Theo Kleindijk    |
|            |  | Cock Clavan       |
|            |  | Guus Haak         |
|            |  | Lex Rijnvis       |
|            |  | Henk Jans         |
|            |  | Carol Schuurman   |
|            |  | Theo Timmermans   |
|            |  | Mick Clavan       |
|            |  | Roel Timmer       |
| Trainer:   |  |                   |
| Rinus Loof |  |                   |

| KNVB Beker 1958/59 |
| ------------------ |
| VVV Eerste titel   |

### Galerij

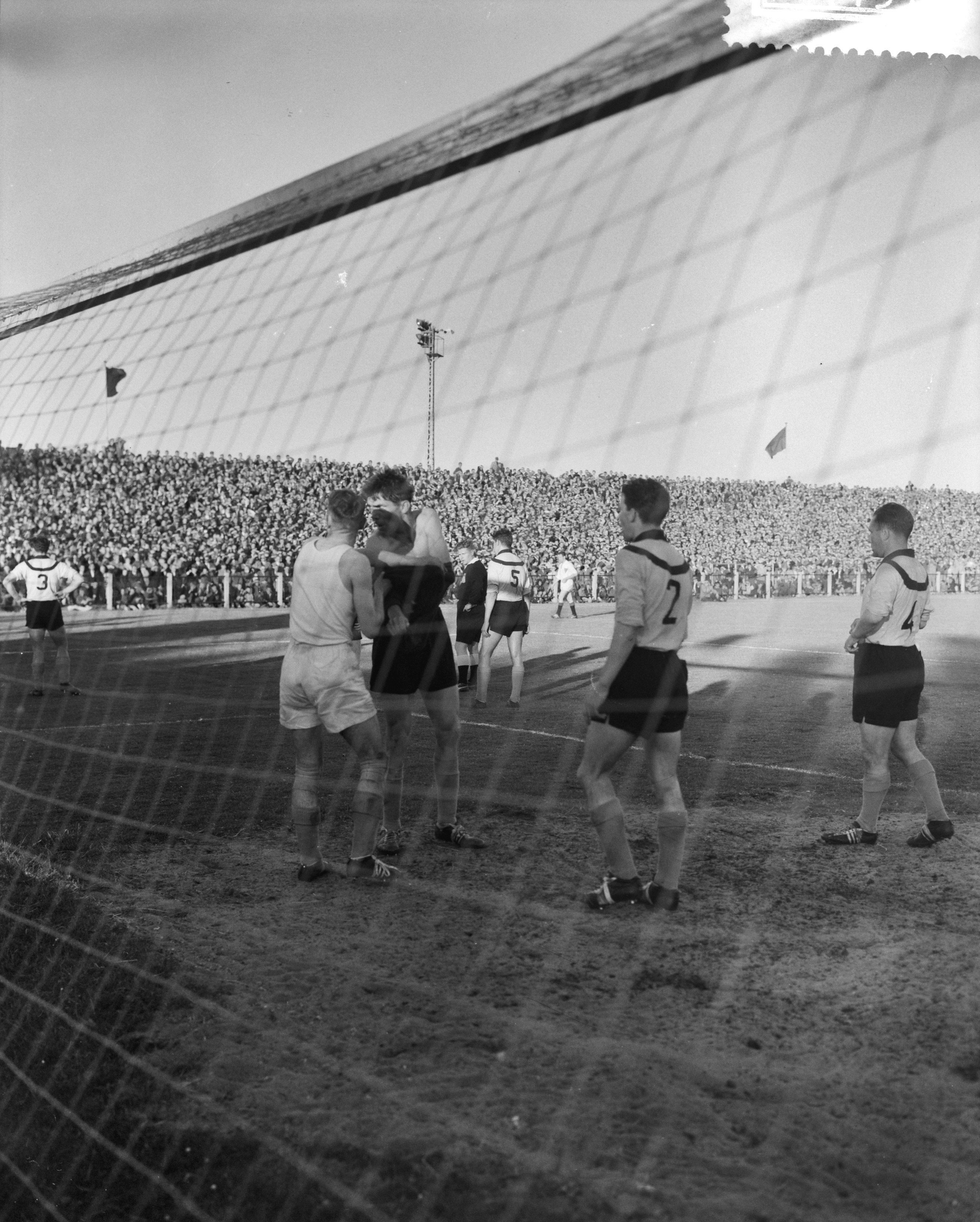
VVV-keeper Frans Swinkels staat zijn shirt af aan medespeler Herman Teeuwen bij een strafschop voor ADO.
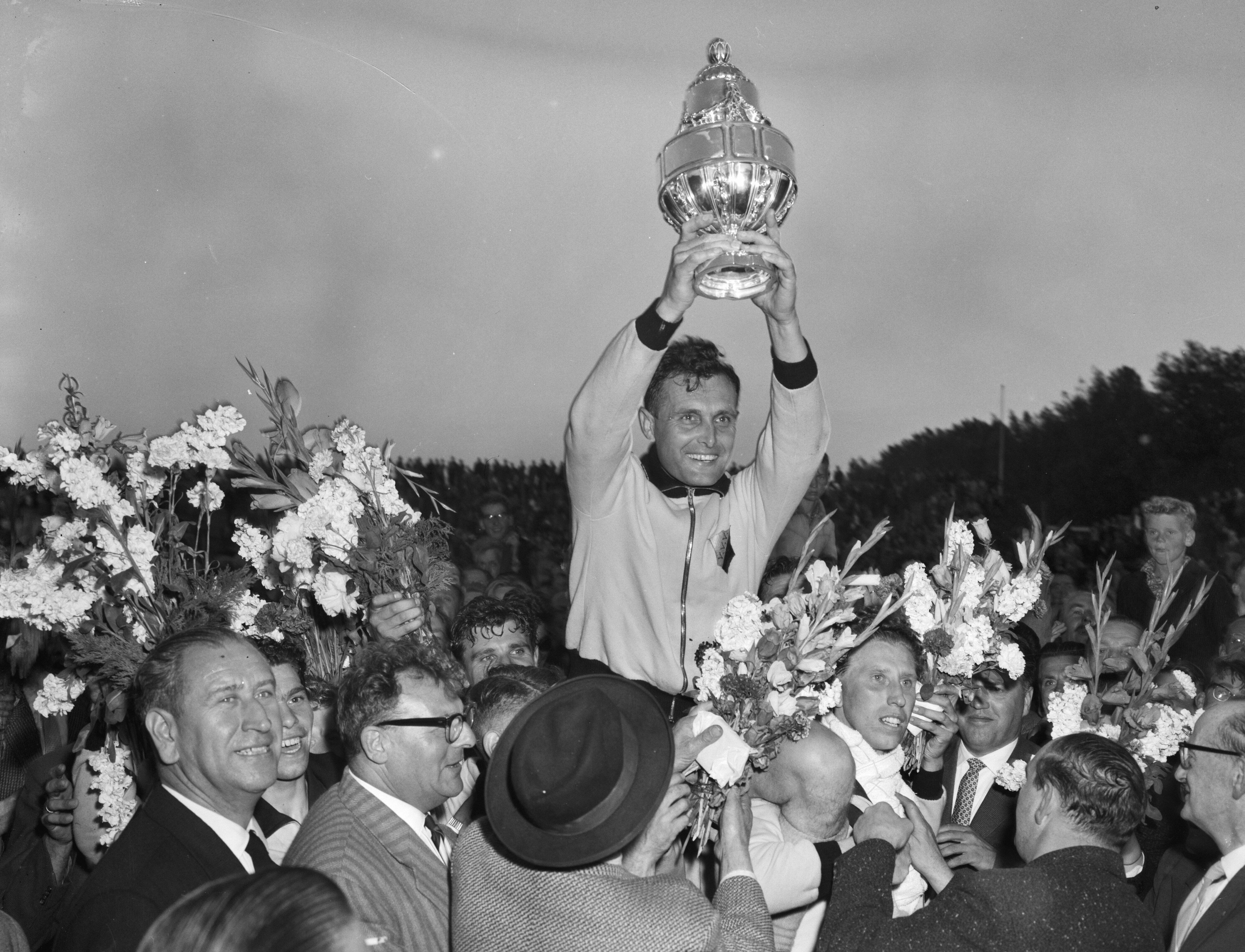
VVV-aanvoerder Gijs Nass na afloop met de beker

Seizoenen: 1898/99 · 1899/00 · 1900/01 · 1901/02 · 1902/03 · 1903/04 · 1904/05 · 1905/06 · 1906/07 · 1907/08 · 1908/09 · 1909/10 · 1910/11 · 1911/12 · 1912/13 · 1913/14 · 1914/15 · 1915/16 · 1916/17 · 1917/18 · 1918/19 · 1919/20 · 1920/21 · 1921/22 · 1922/23 · 1923/24 · 1925 · 1925/26 · 1926/27 · 1927/28 · 1928/29 · 1929/30 · 1930/31 · 1931/32 · 1932/33 · 1933/34 · 1934/35 · 1935/36 · 1936/37 · 1937/38 · 1938/39 · 1939/40 · 1940/41 · 1941/42 · 1942/43 · 1943/44 · 1944/45 · 1945/46 · 1946/47 · 1947/48 · 1948/49 · 1949/50 · 1950/51 · 1951/52 · 1952/53 · 1953/54 · 1954/55 · 1955/56 · 1956/57 · 1957/58 · 1958/59 · 1959/60 · 1960/61 · 1961/62 · 1962/63 · 1963/64 · 1964/65 · 1965/66 · 1966/67 · 1967/68 · 1968/69 · 1969/70 · 1970/71 · 1971/72 · 1972/73 · 1973/74 · 1974/75 · 1975/76 · 1976/77 · 1977/78 · 1978/79 · 1979/80 · 1980/81 · 1981/82 · 1982/83 · 1983/84 · 1984/85 · 1985/86 · 1986/87 · 1987/88 · 1988/89 · 1989/90 · 1990/91 · 1991/92 · 1992/93 · 1993/94 · 1994/95 · 1995/96 · 1996/97 · 1997/98 · 1998/99 · 1999/00 · 2000/01 · 2001/02 · 2002/03 · 2003/04 · 2004/05 · 2005/06 · 2006/07 · 2007/08 · 2008/09 · 2009/10 · 2010/11 · 2011/12 · 2012/13 · 2013/14 · 2014/15 · 2015/16 · 2016/17 · 2017/18 · 2018/19 · 2019/20 · 2020/21 · 2021/22 · 2022/23 · 2023/24 · 2024/25 · 2025/26
Finales: 2013 · 2014 · 2015 · 2016 · 2017 · 2018 · 2019 · 2020 · 2021 · 2022 · 2023 · 2024 · 2025
Nederland: Eredivisie · Eerste divisie · Tweede divisie · Derde divisie/Topklasse · KNVB Beker
Europa: Champions League · Europa Cup I · Europa Cup II · Europa League · UEFA Cup · Jaarbeursstedenbeker · Intertoto Cup